# Chuanxi
Chuanxi (kinesiska: 船溪, 船溪乡) är en socken i Kina. Den ligger i provinsen Hunan, i den södra delen av landet, omkring 270 kilometer väster om provinshuvudstaden Changsha. Antalet invånare är 10 684. Befolkningen består av 5 178 kvinnor och 5 506 män. Barn under 15 år utgör 16,0 %, vuxna 15-64 år 71 %, och äldre över 65 år 11,0 %.
Runt Chuanxi är det ganska tätbefolkat, med 214 invånare per kvadratkilometer. Närmaste större samhälle är Baisha, 6,8 km nordväst om Chuanxi. I omgivningarna runt Chuanxi växer i huvudsak blandskog.
Genomsnittlig årsnederbörd är 1 975 millimeter. Den regnigaste månaden är maj, med i genomsnitt 366 mm nederbörd, och den torraste är januari, med 43 mm nederbörd.